# گریسون (مینه‌سوتا)
گریسون، مینه‌سوتا (به انگلیسی: Garrison, Minnesota) یک شهر در ایالات متحده آمریکا است که در شهرستان کرو وینگ، مینه‌سوتا واقع شده‌است.

## خصوصیات
گریسون ۲٫۸۵ کیلومترمربع مساحت و ۲۱۰ نفر جمعیت دارد و ۳۸۳ متر بالاتر از سطح دریا واقع شده‌است.